# کاریوکا آرنا ۲
کاریوکا آرنا ۲ (انگلیسی: Carioca Arena 2) یک سالن ورزشی در شهر ریو دو ژانیرو، برزیل است.
این ورزشگاه که در منطقه بارا دا تیجوکا قرار دارد میزبان مسابقات جودو بازی‌های المپیک تابستانی ۲۰۱۶ و کشتی بازی‌های المپیک تابستانی ۲۰۱۶ و بوچیا بازی‌های پارالمپیک تابستانی ۲۰۱۶ می‌باشد.